# Les Enfoirés/Diskografie
Diese Diskografie ist eine Übersicht über die musikalischen Werke der frankophonen Künstlergruppe Les Enfoirés. Den Schallplattenauszeichnungen zufolge hat sie bisher mehr als 13,7 Millionen Tonträger verkauft. Ihre erfolgreichste Veröffentlichung ist das Album 2007: La caravane des Enfoirés mit über 640.000 verkauften Einheiten.

## Alben

### Studioalben
| Jahr | Titel                                  | Höchstplatzierung, Gesamtwochen, AuszeichnungChartplatzierungen (Jahr, Titel, Platzierungen, Wochen, Auszeichnungen, Anmerkungen) | Höchstplatzierung, Gesamtwochen, AuszeichnungChartplatzierungen (Jahr, Titel, Platzierungen, Wochen, Auszeichnungen, Anmerkungen) | Höchstplatzierung, Gesamtwochen, AuszeichnungChartplatzierungen (Jahr, Titel, Platzierungen, Wochen, Auszeichnungen, Anmerkungen) | Höchstplatzierung, Gesamtwochen, AuszeichnungChartplatzierungen (Jahr, Titel, Platzierungen, Wochen, Auszeichnungen, Anmerkungen) | Anmerkungen                                                                     | [↑]: gemeinsam behandelt mit vorhergehendem Eintrag; [←]: in beiden Charts platziert |
| Jahr | Titel                                  | CH | FR | BEW | BEF | Anmerkungen                                                                     |                                                                                      |
| ---- | -------------------------------------- | --- | --- | --- | --- | ------------------------------------------------------------------------------- | ------------------------------------------------------------------------------------ |
| 1989 | Tournée d’Enfoirés                     | — | FR2 ×2Doppelgold · (19 Wo.)FR | —[BEF: ↑] | —[BEF: ↑] | Erstveröffentlichung: November 1989 Verkäufe: + 200.000                         |                                                                                      |
| 1992 | La soirée des Enfoirés à L’opéra       | — | FR8 Gold · (12 Wo.)FR | —[BEF: ↑] | —[BEF: ↑] | Erstveröffentlichung: 21. Oktober 1992 Verkäufe: + 100.000                      |                                                                                      |
| 1993 | Les Enfoirés chantent Starmania        | — | FR3 Platin · (18 Wo.)FR | —[BEF: ↑] | —[BEF: ↑] | Erstveröffentlichung: 12. Oktober 1993 Verkäufe: + 300.000                      |                                                                                      |
| 1994 | Les Enfoirés au Grand Rex              | — | FR11 ×2Doppelgold · (16 Wo.)FR | —[BEF: ↑] | —[BEF: ↑] | Erstveröffentlichung: 4. November 1994 Verkäufe: + 200.000                      |                                                                                      |
| 1995 | Les Enfoirés à l’Opéra-Comique         | — | FR9 (15 Wo.)FR | BEW15 (12 Wo.)BEW | — | Erstveröffentlichung: 17. November 1995                                         |                                                                                      |
| 1996 | La soirée des Enfoirés                 | — | FR3 Gold · (24 Wo.)FR | — | — | Erstveröffentlichung: 15. November 1996 Verkäufe: + 100.000                     |                                                                                      |
| 1997 | Le zénith des Enfoirés                 | — | FR6 Platin · (21 Wo.)FR | BEW11 (20 Wo.)BEW | — | Erstveröffentlichung: November 1997 Verkäufe: + 300.000                         |                                                                                      |
| 1998 | Enfoirés en cœur                       | — | FR2 ×2Doppelplatin · (31 Wo.)FR                                                                                                   | BEW— GoldBEW | — | als Enfoirés en cœur Erstveröffentlichung: 3. November 1998 Verkäufe: + 615.000 |                                                                                      |
| 1999 | Dernière édition avant l’an 2000       | CH31 (8 Wo.)CH | FR2 Platin · (22 Wo.)FR | BEW6 Gold · (18 Wo.)BEW | — | Erstveröffentlichung: 10. November 1999 Verkäufe: + 315.000                     |                                                                                      |
| 2000 | Enfoirés en 2000                       | CH6 (14 Wo.)CH | FR1 Platin · (32 Wo.)FR | BEW1 Gold · (25 Wo.)BEW | — | Erstveröffentlichung: 28. Februar 2000 Verkäufe: + 315.000                      |                                                                                      |
| 2001 | 2001: L’odyssée des Enfoirés           | CH2 Gold · (17 Wo.)CH | FR1 ×2Doppelplatin · (35 Wo.)FR                                                                                                   | BEW1 Gold · (20 Wo.)BEW | — | Erstveröffentlichung: 12. März 2001 Verkäufe: + 635.000                         |                                                                                      |
| 2002 | 2002: Tous dans le même bateau         | CH3 Gold · (12 Wo.)CH | FR1 Platin · (30 Wo.)FR | BEW1 Gold · (18 Wo.)BEW | — | Erstveröffentlichung: 23. Februar 2002 Verkäufe: + 335.000                      |                                                                                      |
| 2003 | 2003: La foire aux Enfoirés            | CH2 Gold · (13 Wo.)CH | FR1 Platin · (29 Wo.)FR | BEW1 (14 Wo.)BEW | — | Erstveröffentlichung: 22. Februar 2003 Verkäufe: + 320.000                      |                                                                                      |
| 2004 | 2004: Les Enfoirés dans l’espace       | CH3 Gold · (11 Wo.)CH | FR1 (31 Wo.)FR | BEW1 Gold · (19 Wo.)BEW | — | Erstveröffentlichung: 6. März 2004 Verkäufe: + 35.000                           |                                                                                      |
| 2005 | 2005: Le train des Enfoirés            | CH1 Gold · (11 Wo.)CH | FR1 (36 Wo.)FR | BEW1 Gold · (23 Wo.)BEW | — | Erstveröffentlichung: 6. März 2005 Verkäufe: + 35.000                           |                                                                                      |
| 2006 | 2006: Le village des Enfoirés          | CH1 Gold · (19 Wo.)CH | FR1 (25 Wo.)FR | BEW1 Gold · (25 Wo.)BEW | — | Erstveröffentlichung: 8. April 2006 Verkäufe: + 30.000                          |                                                                                      |
| 2007 | 2007: La caravane des Enfoirés         | CH2 Gold · (13 Wo.)CH | FR1 ×3Dreifachplatin · (32 Wo.)FR                                                                                                 | BEW1 Platin · (30 Wo.)BEW | BEF77 (2 Wo.)BEF | Erstveröffentlichung: 3. März 2007 Verkäufe: + 645.000                          |                                                                                      |
| 2008 | 2008: Les secrets des Enfoirés         | CH2 Gold · (10 Wo.)CH | FR1 ×2Doppelplatin · (30 Wo.)FR                                                                                                   | BEW1 Platin · (28 Wo.)BEW | — | Erstveröffentlichung: 8. März 2008 Verkäufe: + 435.000                          |                                                                                      |
| 2009 | 2009: Les Enfoirés font leur cinéma    | CH2 (12 Wo.)CH | FR1 ×3Dreifachplatin · (29 Wo.)FR                                                                                                 | BEW1 Platin · (23 Wo.)BEW | BEF56 (2 Wo.)BEF | Erstveröffentlichung: 6. März 2009 Verkäufe: + 320.000                          |                                                                                      |
| 2010 | 2010: Les Enfoirés… la crise de nerfs! | CH2 (11 Wo.)CH | FR1 Diamant · (63 Wo.)FR | BEW1 Platin · (30 Wo.)BEW | BEF98 (1 Wo.)BEF | Erstveröffentlichung: 1. Februar 2010 Verkäufe: + 520.000                       |                                                                                      |
| 2011 | 2011: Dans l’œil des Enfoirés          | CH1 (10 Wo.)CH | FR1 Diamant · (27 Wo.)FR | BEW1 Platin · (30 Wo.)BEW | BEF71 (1 Wo.)BEF | Erstveröffentlichung: 24. Januar 2011 Verkäufe: + 520.000                       |                                                                                      |
| 2012 | 2012: Le bal des Enfoirés              | CH2 (10 Wo.)CH | FR1 ×3Dreifachplatin · (36 Wo.)FR                                                                                                 | BEW1 (42 Wo.)BEW | BEF95 (1 Wo.)BEF | Erstveröffentlichung: 17. März 2012 Verkäufe: + 300.000                         |                                                                                      |
| 2013 | La boîte à musique des Enfoirés        | CH2 Gold · (9 Wo.)CH | FR1 ×3Dreifachplatin · (23 Wo.)FR                                                                                                 | BEW1 (35 Wo.)BEW | BEF29 (5 Wo.)BEF | Erstveröffentlichung: 16. März 2013 Verkäufe: + 307.500                         |                                                                                      |
| 2014 | Bon anniversaire les Enfoirés          | CH1 (8 Wo.)CH | FR1 ×3Dreifachplatin · (19 Wo.)FR                                                                                                 | BEW1 (56 Wo.)BEW | BEF34 (4 Wo.)BEF | Erstveröffentlichung: 15. März 2014 Verkäufe: + 300.000                         |                                                                                      |
| 2015 | 2015: Sur la route des Enfoirés        | CH1 (10 Wo.)CH | FR1 ×3Dreifachplatin · (18 Wo.)FR                                                                                                 | BEW1 (71 Wo.)BEW | BEF41 (3 Wo.)BEF | Erstveröffentlichung: 14. März 2015 Verkäufe: + 300.000                         |                                                                                      |
| 2016 | 2016: Au rendez-vous des Enfoirés      | CH1 (10 Wo.)CH | FR1 Diamant · (24 Wo.)FR | BEW1 (62 Wo.)BEW | BEF36 (3 Wo.)BEF | Erstveröffentlichung: 12. März 2016 Verkäufe: + 500.000                         |                                                                                      |
| 2017 | 2017: Mission Enfoirés                 | CH2 (11 Wo.)CH | FR1 Diamant · (23 Wo.)FR | BEW1 (48 Wo.)BEW | BEF41 (3 Wo.)BEF | Erstveröffentlichung: 4. März 2017 Verkäufe: + 500.000                          |                                                                                      |
| 2018 | 2018: Musique!                         | CH1 (11 Wo.)CH | FR1 Diamant · (24 Wo.)FR | BEW1 (46 Wo.)BEW | BEF49 (2 Wo.)BEF | Erstveröffentlichung: 9. März 2018 Verkäufe: + 500.000                          |                                                                                      |
| 2019 | 2019: Le monde des Enfoirés            | CH1 (19 Wo.)CH | FR1 Diamant · (35 Wo.)FR | BEW1 Gold · (17 Wo.)BEW | BEF38 (2 Wo.)BEF | Erstveröffentlichung: 8. März 2019 Verkäufe: + 510.000                          |                                                                                      |
| 2020 | 2020: Le Pari(s) des Enfoirés          | CH1 (19 Wo.)CH | FR1 ×3Dreifachplatin · (32 Wo.)FR                                                                                                 | BEW1 (35 Wo.)BEW | BEF53 (3 Wo.)BEF | Erstveröffentlichung: 6. März 2020 Verkäufe: + 300.000                          |                                                                                      |
| 2021 | 2021: Les Enfoirés à côté de vous      | CH1 (12 Wo.)CH | FR1 ×3Dreifachplatin · (17 Wo.)FR                                                                                                 | BEW1 (23 Wo.)BEW | BEF32 (2 Wo.)BEF | Erstveröffentlichung: 5. März 2021 Verkäufe: + 300.000                          |                                                                                      |
| 2022 | 2022: Un air d’enfoirés                | CH3 (9 Wo.)CH | FR1 Platin · (16 Wo.)FR | BEW2 (18 Wo.)BEW | BEF107 (1 Wo.)BEF | Erstveröffentlichung: 4. März 2022 Verkäufe: + 100.000                          |                                                                                      |
| 2023 | 2023: Enfoirés un jour, toujours       | CH1 (6 Wo.)CH | FR1 Platin · (16 Wo.)FR | BEW1 (13 Wo.)BEW | — | Erstveröffentlichung: 3. März 2023 Verkäufe: + 100.000                          |                                                                                      |
| 2024 | 2024: On a 35 ans!                     | CH1 (7 Wo.)CH | FR1 Platin · (18 Wo.)FR | BEW1 (14 Wo.)BEW | — | Erstveröffentlichung: 2. März 2024 Verkäufe: + 100.000                          |                                                                                      |
| 2025 | 2025: Au pays des Enfoirés             | CH3 (5 Wo.)CH | FR1 Platin · (15 Wo.)FR | BEW2 (11 Wo.)BEW | — | Erstveröffentlichung: 7. März 2025 Verkäufe: + 100.000                          |                                                                                      |

grau schraffiert: keine Chartdaten aus diesem Jahr verfügbar

### Livealben
| Jahr | Titel             | Höchstplatzierung, Gesamtwochen, AuszeichnungChartplatzierungen (Jahr, Titel, Platzierungen, Wochen, Auszeichnungen, Anmerkungen) | Höchstplatzierung, Gesamtwochen, AuszeichnungChartplatzierungen (Jahr, Titel, Platzierungen, Wochen, Auszeichnungen, Anmerkungen) | Höchstplatzierung, Gesamtwochen, AuszeichnungChartplatzierungen (Jahr, Titel, Platzierungen, Wochen, Auszeichnungen, Anmerkungen) | Höchstplatzierung, Gesamtwochen, AuszeichnungChartplatzierungen (Jahr, Titel, Platzierungen, Wochen, Auszeichnungen, Anmerkungen) | Anmerkungen                            |
| Jahr | Titel             | CH | FR | BEW | BEF | Anmerkungen                            |
| ---- | ----------------- | --- | --- | --- | --- | -------------------------------------- |
| 2000 | À l’opéra comique | — | FR67 (1 Wo.)FR | — | — | Erstveröffentlichung: 23. Oktober 2000 |

### Kompilationen
| Jahr | Titel                                                              | Höchstplatzierung, Gesamtwochen, AuszeichnungChartplatzierungen (Jahr, Titel, Platzierungen, Wochen, Auszeichnungen, Anmerkungen) | Höchstplatzierung, Gesamtwochen, AuszeichnungChartplatzierungen (Jahr, Titel, Platzierungen, Wochen, Auszeichnungen, Anmerkungen) | Höchstplatzierung, Gesamtwochen, AuszeichnungChartplatzierungen (Jahr, Titel, Platzierungen, Wochen, Auszeichnungen, Anmerkungen) | Höchstplatzierung, Gesamtwochen, AuszeichnungChartplatzierungen (Jahr, Titel, Platzierungen, Wochen, Auszeichnungen, Anmerkungen) | Anmerkungen                                                             |
| Jahr | Titel                                                              | CH | FR | BEW | BEF | Anmerkungen                                                             |
| ---- | ------------------------------------------------------------------ | --- | --- | --- | --- | ----------------------------------------------------------------------- |
| 1996 | Les restaurants du coeur (La compile)                              | — | FR1 a Platin · (11 Wo.)FR | — | — | Erstveröffentlichung: 12. Februar 1996 Verkäufe: + 300.000              |
| 2001 | La compil’ (Vol. 2)                                                | — | FR1 a Platin · (17 Wo.)FR | BEW1 Gold · (15 Wo.)BEW | — | Erstveröffentlichung: 30. Oktober 2001 Verkäufe: + 315.000              |
| 2005 | La compil’ (Vol. 3)                                                | CH11 (8 Wo.)CH | FR1 a Platin · (27 Wo.)FR | BEW4 (27 Wo.)BEW | — | Erstveröffentlichung: 25. November 2005 Verkäufe: + 300.000             |
| 2005 | 15 ans d’Enfoirés                                                  | CH17 Gold · (9 Wo.)CH | — | — | — | Best-of-DVD Erstveröffentlichung: 25. November 2005 Verkäufe: + 103.000 |
| 2011 | Le meilleur des Enfoirés – 20 ans                                  | CH4 Platin · (13 Wo.)CH | FR24 (18 Wo.)FR | BEW1 Platin · (23 Wo.)BEW | — | Erstveröffentlichung: 10. Dezember 2010 Verkäufe: + 40.000              |
| 2011 | Le meilleur des Enfoirés – 20 ans / 2011: Dans l’oeil des Enfoirés | — | FR58 (5 Wo.)FR | BEW68 (6 Wo.)BEW | — | Erstveröffentlichung: 28. November 2011                                 |
| 2014 | Les Enfoirés en chœur – De 1985 à aujourd’hui                      | CH6 (8 Wo.)CH | FR5 Platin · (17 Wo.)FR | BEW9 (21 Wo.)BEW | BEF132 (1 Wo.)BEF | Erstveröffentlichung: 13. Dezember 2014 Verkäufe: + 100.000             |
| 2017 | Génération Enfoirés                                                | CH15 (5 Wo.)CH | FR7 Gold · (20 Wo.)FR | BEW18 (21 Wo.)BEW | — | Erstveröffentlichung: 1. Dezember 2017 Verkäufe: + 50.000               |
| 2019 | Les 30 ans des Enfoirés                                            | CH13 (7 Wo.)CH | FR— GoldFR | BEW17 (17 Wo.)BEW | — | Erstveröffentlichung: 29. November 2019 Verkäufe: + 50.000              |

## Singles
| Jahr | Titel Album                                                       | Höchstplatzierung, Gesamtwochen, AuszeichnungChartplatzierungen (Jahr, Titel, Album, Platzierungen, Wochen, Auszeichnungen, Anmerkungen) | Höchstplatzierung, Gesamtwochen, AuszeichnungChartplatzierungen (Jahr, Titel, Album, Platzierungen, Wochen, Auszeichnungen, Anmerkungen) | Höchstplatzierung, Gesamtwochen, AuszeichnungChartplatzierungen (Jahr, Titel, Album, Platzierungen, Wochen, Auszeichnungen, Anmerkungen) | Anmerkungen |
| Jahr | Titel Album                                                       | CH | FR | BEW | Anmerkungen |
| --- | ----------------------------------------------------------------- | --- | --- | --- | --- |
| 1992 | L’Auvergnat La soirée des Enfoirés à L’opéra                      | — | FR20 (11 Wo.)FR | — | |
| 1993 | Le monde est stone Les Enfoirés chantent Starmania                | — | FR11 (18 Wo.)FR | — | |
| 1995 | On ira tous au paradis (live) Les Enfoirés à l’Opéra-Comique      | — | FR28 (9 Wo.)FR | BEW28 (4 Wo.)BEW | |
| 1997 | Sauver l’amour Le zénith des Enfoirés                             | — | FR48 (2 Wo.)FR | — | |
| 1998 | Bienvenue chez moi Enfoirés en cœur                               | — | FR59 (13 Wo.)FR | — | als Enfoirés en cœur |
| 1999 | Emmenez-moi Dernière édition avant l’an 2000                      | — | FR38 (18 Wo.)FR | — | |
| 2000 | Chanter Enfoirés en 2000                                          | — | FR47 (9 Wo.)FR | — | |
| 2003 | L’envie d’aimer 2003: La foire aux Enfoirés                       | — | FR114 (1 Wo.)FR | — | |
| 2006 | Le temps qui court 2006: Le village des Enfoirés                  | CH19 (13 Wo.)CH | FR4 (27 Wo.)FR | BEW2 (18 Wo.)BEW | |
| 2007 | Aimer à perdre la raison 2007: La caravane des Enfoirés           | — | — | BEW22 (13 Wo.)BEW | |
| 2008 | L’amitié 2008: Les secrets des Enfoirés                           | — | — | BEW7 (17 Wo.)BEW | |
| 2009 | Ici les Enfoirés 2009: Les Enfoirés font leur cinéma              | CH29 (8 Wo.)CH | — | BEW1 (17 Wo.)BEW | |
| 2009 | Toi + moi 2009: Les Enfoirés font leur cinéma                     | — | — | BEW16 (1 Wo.)BEW | Maurane, Maxime Le Forestier, Claire Keim, Gérard Darmon, Julie Zenatti, Gérald de Palmas, Liane Foly, Nolwenn Leroy & Les Enfoirés |
| 2010 | Si l’on s’aimait, si 2010: Les Enfoirés… la crise de nerfs!       | CH54 (1 Wo.)CH | — | BEW4 (13 Wo.)BEW | Erstveröffentlichung: 25. Januar 2010                                                                                               |
| 2010 | Ta main 2010: Les Enfoirés… la crise de nerfs!                    | — | — | BEW37 (1 Wo.)BEW | Erstveröffentlichung: 19. April 2010 Mimie Mathy, Renan Luce, Zazie, Maurane, MC Solaar & Les Enfoirés                              |
| 2011 | On demande pas la lune 2011: Dans l’œil des Enfoirés              | CH37 (2 Wo.)CH | FR8 (14 Wo.)FR | BEW9 (16 Wo.)BEW | Erstveröffentlichung: 24. Januar 2011                                                                                               |
| 2012 | Encore un autre hiver 2012: Le bal des Enfoirés                   | CH63 (1 Wo.)CH | FR10 (21 Wo.)FR | BEW4 (10 Wo.)BEW | Erstveröffentlichung: 9. Januar 2012                                                                                                |
| 2012 | Attention au départ La boîte à musique des Enfoirés               | CH49 (2 Wo.)CH | FR5 (34 Wo.)FR | BEW3 (12 Wo.)BEW | Erstveröffentlichung: 3. Dezember 2012                                                                                              |
| 2013 | La chanson du bénévole Bon anniversaire les Enfoirés              | — | FR22 (10 Wo.)FR | BEW14 (6 Wo.)BEW | Erstveröffentlichung: 2. Dezember 2013                                                                                              |
| 2015 | Toute la vie 2015: Sur la route des Enfoirés                      | — | FR16 (13 Wo.)FR | BEW21 (6 Wo.)BEW | Erstveröffentlichung: 12. Januar 2015                                                                                               |
| 2016 | Liberté 2016: Au rendez-vous des Enfoirés                         | — | FR34 (13 Wo.)FR | — | Erstveröffentlichung: 11. Januar 2016                                                                                               |
| 2017 | Juste une p’tite chanson 2017: Mission Enfoirés                   | — | FR37 (6 Wo.)FR | — | Erstveröffentlichung: 9. Januar 2017                                                                                                |
| 2019 | On Trace 2019: Le monde des Enfoirés                              | — | — | BEW32 (7 Wo.)BEW | Erstveröffentlichung: 11. Januar 2019                                                                                               |
| 2020 | À côté de toi Les Enfoirés – 2020: Le Pari(s) des Enfoirés        | — | FR112 Gold · (9 Wo.)FR | BEW9 (12 Wo.)BEW | Erstveröffentlichung: 13. Januar 2020                                                                                               |
| 2021 | Maintenant 2021: Les Enfoirés à côté de vous                      | — | FR173 (1 Wo.)FR | BEW6 (17 Wo.)BEW | Erstveröffentlichung: 11. Januar 2021                                                                                               |
| 2022 | Il y aura toujours un rendez-vous 2022: Un air d’enfoirés         | — | — | BEW25 (8 Wo.)BEW | Erstveröffentlichung: 10. Januar 2022                                                                                               |
| 2023 | Rêvons 2023: Enfoirés un jour, toujours                           | — | — | BEW16 (6 Wo.)BEW | Erstveröffentlichung: 9. Januar 2023                                                                                                |
| 2024 | Jusqu’au dernier 2024: On a 35 ans!                               | — | FR152 (1 Wo.)FR | BEW46 (1 Wo.)BEW | Erstveröffentlichung: 15. Januar 2024                                                                                               |
| Folgende Lieder erschienen nicht als Single, wurden aber durch das Album zum Download und Streaming bereitgestellt und konnten somit eine Platzierung erlangen: |                                                                   | | | | |
| |                                                                   | | | | |
| 2010 | Parce que c’est toi 2010: Les Enfoirés… la crise de nerfs!        | — | — | BEW30 (1 Wo.)BEW | Grégoire, Zazie, Patrick Bruel, Natasha Saint-Pier & Les Enfoirés                                                                   |
| 2011 | Écris l’histoire 2011: Dans l’œil des Enfoirés                    | — | FR93 (1 Wo.)FR | BEW49 (1 Wo.)BEW | |
| 2011 | Octobre 2011: Dans l’œil des Enfoirés                             | — | — | BEW50 (1 Wo.)BEW | |
| 2012 | Je te promets 2012: Le bal des Enfoirés                           | — | FR62 (3 Wo.)FR | BEW40 (2 Wo.)BEW | |
| 2012 | Without You 2012: Le bal des Enfoirés                             | — | FR91 (2 Wo.)FR | BEW49 (1 Wo.)BEW | |
| 2012 | Je suis de celles / Les bals populaires 2012: Le bal des Enfoirés | — | FR104 (2 Wo.)FR | — | |
| 2012 | C’est bientôt la fin 2012: Le bal des Enfoirés                    | — | FR137 (2 Wo.)FR | — | |
| 2012 | C’est moi 2012: Le bal des Enfoirés                               | — | FR160 (2 Wo.)FR | — | |
| 2012 | Entre nous 2012: Le bal des Enfoirés                              | — | FR171 (1 Wo.)FR | — | |
| 2013 | Jeanne La boîte à musique des Enfoirés                            | — | FR44 (3 Wo.)FR | BEW25 (2 Wo.)BEW | |
| 2013 | Someone Like You La boîte à musique des Enfoirés                  | — | FR55 (2 Wo.)FR | BEW43 (1 Wo.)BEW | |
| 2013 | Donne-moi le temps La boîte à musique des Enfoirés                | — | FR99 (2 Wo.)FR | BEW45 (1 Wo.)BEW | |
| 2013 | Place des grands hommes La boîte à musique des Enfoirés           | — | FR95 (2 Wo.)FR | — | |
| 2013 | Morgane de toi La boîte à musique des Enfoirés                    | — | FR154 (2 Wo.)FR | — | |
| 2014 | Laissez-nous chanter (Live) Bon anniversaire les Enfoirés         | — | FR196 (1 Wo.)FR | — | |

grau schraffiert: keine Chartdaten aus diesem Jahr verfügbar

## Videoalben
| Jahr | Titel                                    | Höchstplatzierung, Gesamtwochen, AuszeichnungChartplatzierungen (Jahr, Titel, Platzierungen, Wochen, Auszeichnungen, Anmerkungen) | Höchstplatzierung, Gesamtwochen, AuszeichnungChartplatzierungen (Jahr, Titel, Platzierungen, Wochen, Auszeichnungen, Anmerkungen) | Höchstplatzierung, Gesamtwochen, AuszeichnungChartplatzierungen (Jahr, Titel, Platzierungen, Wochen, Auszeichnungen, Anmerkungen) | Höchstplatzierung, Gesamtwochen, AuszeichnungChartplatzierungen (Jahr, Titel, Platzierungen, Wochen, Auszeichnungen, Anmerkungen) | Anmerkungen                         |
| Jahr | Titel                                    | CH | FR | BEW | BEF | Anmerkungen                         |
| ---- | ---------------------------------------- | --- | --- | --- | --- | ----------------------------------- |
| 2001 | 2001: L‘odyssée des Enfoirés             | — | FR— ×3DreifachplatinFR | — | — |                                     |
| 2002 | 2002: Tous dans le même bateau           | — | FR— GoldFR | — | — |                                     |
| 2003 | 2003: La foire aux Enfoirés              | — | FR— PlatinFR | — | — |                                     |
| 2005 | 15 ans d’Enfoirés                        | CH— GoldCH | FR— DiamantFR | — | — |                                     |
| 2007 | 2007: La caravane des Enfoirés           | — | FR— DiamantFR | — | — |                                     |
| 2008 | 2008: Les secrets des Enfoirés           | CH1 Platin · (15 Wo.)CH | FR— DiamantFR | BEW— GoldBEW | — |                                     |
| 2009 | 2009: Les Enfoirés font leur cinéma      | CH1 (14 Wo.)CH | FR— DiamantFR | BEW— GoldBEW | — |                                     |
| 2010 | 2010: Les Enfoirés... la crise de nerfs! | CH1 (12 Wo.)CH | FR— DiamantFR | — | — |                                     |
| 2010 | Le meilleur des Enfoirés - 20 ans        | CH1 (11 Wo.)CH | FR— DiamantFR | — | — |                                     |
| 2011 | 2011: Dans l’oeil des Enfoirés           | CH1 (14 Wo.)CH | — | — | — |                                     |
| 2012 | 2012: Le bal des Enfoirés                | CH1 (13 Wo.)CH | FR— DiamantFR | — | — |                                     |
| 2013 | La boîte à musique des Enfoirés          | CH1 (18 Wo.)CH | FR— DiamantFR | — | — |                                     |
| 2014 | Bon anniversaire                         | CH1 (14 Wo.)CH | FR— DiamantFR | — | — |                                     |
| 2015 | 2015: Sur la route des Enfoirés          | CH1 (14 Wo.)CH | FR— DiamantFR | — | — |                                     |
| 2016 | 2016: Au rendez-vous des Enfoirés        | CH1 (14 Wo.)CH | — | — | — |                                     |
| 2017 | 2017: Mission Enfoirés                   | CH1 (17 Wo.)CH | — | — | — | Erstveröffentlichung: 4. März 2017  |
| 2018 | 2018: Musique!                           | CH1 (18 Wo.)CH | FR— GoldFR | — | — | Erstveröffentlichung: 16. März 2018 |
| 2019 | 2019: Le monde des Enfoirés              | CH1 (22 Wo.)CH | FR— DiamantFR | — | — | Erstveröffentlichung: 9. März 2019  |
| 2020 | 2020: Le Pari(s) des Enfoirés            | CH1 (22 Wo.)CH | FR— DiamantFR | — | — | Erstveröffentlichung: 7. März 2020  |
| 2022 | 2022: Un air d’enfoirés                  | — | FR— DiamantFR | — | — | Erstveröffentlichung: 4. März 2022  |
| 2023 | 2023: Enfoirés un jour, toujours         | — | FR— DiamantFR | — | — | Erstveröffentlichung: 4. März 2023  |
| 2024 | 2024: On a 35 ans!                       | — | FR— DiamantFR | — | — | Erstveröffentlichung: 2. März 2024  |

## Statistik

### Chartauswertung
|                     | CH     | FR     | BEW      | BEF      |
| ------------------- | ------ | ------ | -------- | -------- |
| Nummer-eins-Alben   | CH11CH | FR26FR | BEW25BEW | BEF—BEF  |
| Top-10-Alben        | CH26CH | FR32FR | BEW30BEW | BEF—BEF  |
| Alben in den Charts | CH31CH | FR42FR | BEW35BEW | BEF15BEF |

|                       | CH    | FR     | BEW      |
| --------------------- | ----- | ------ | -------- |
| Nummer-eins-Singles   | CH—CH | FR—FR  | BEW1BEW  |
| Top-10-Singles        | CH—CH | FR4FR  | BEW9BEW  |
| Singles in den Charts | CH6CH | FR30FR | BEW27BEW |

|                          | CH     | FR    | BEW     | BEF     |
| ------------------------ | ------ | ----- | ------- | ------- |
| Nummer-eins-Videoalben   | CH14CH | FR—FR | BEW—BEW | BEF—BEF |
| Top-10-Videoalben        | CH14CH | FR—FR | BEW—BEW | BEF—BEF |
| Videoalben in den Charts | CH14CH | FR—FR | BEW—BEW | BEF—BEF |

### Auszeichnungen für Musikverkäufe
Anmerkung: Auszeichnungen in Ländern aus den Charttabellen bzw. Chartboxen sind in ebendiesen zu finden.
| Land/RegionAuszeichnungen für Musikverkäufe (Land/Region, Auszeichnungen, Verkäufe, Quellen) | Silber  | Gold       | Platin       | Diamant       | Verkäufe   | Quellen                     |
| -------------------------------------------------------------------------------------------- | ------- | ---------- | ------------ | ------------- | ---------- | --------------------------- |
| Belgien (BRMA)                                                                               | —       | 12× Gold12 | 6× Platin6   | —             | 290.000    | ultratop.be                 |
| Frankreich (SNEP)                                                                            | Silber1 | 11× Gold11 | 48× Platin48 | 21× Diamant21 | 13.297.500 | infodisc.fr snepmusique.com |
| Schweiz (IFPI)                                                                               | —       | 10× Gold10 | 2× Platin2   | —             | 211.000    | hitparade.ch                |
| Insgesamt                                                                                    | Silber1 | 33× Gold33 | 56× Platin56 | 21× Diamant21 |            |                             |